# Bonnie McKee (EP)
„Bonnie McKee” este EP-ul de debut a cantareței americane Bonnie McKee lansat în Decembrie 2003 de casa ei de discuri Reprise Records. Piesele de pe EP au fost incluse mai tarziu în 2004 pe albumul de studio al artistei Trouble, dintre care și single-ul Somebody.

## Lista pieselor
| Nr.             | Titlu                    | Autor(i)                          | Lungime |  |
| 1.              | „Trouble”                | Bonnie McKee, Adam Niall Breslin  | 4:03    |  |
| 2.              | „January”                | McKee, David Paton                | 4:07    |  |
| 3.              | „When It All Comes Down” | McKee                             | 4:05    |  |
| 4.              | „Somebody”               | McKee, Robert Orrall, Al Anderson | 4:07    |  |
| Lungime totală: | Lungime totală:          | Lungime totală:                   | 16:22   |  |